# Historický archiv Prokuplje
Historický archiv Prokuplje (srbsky Историјски архив Прокупље) je kulturní instituce všeobecného významu, která se věnuje ochraně, uspořádání a archivování na území Toplického okruhu v Srbsku. Je příslušný pro obce Žitorađa, Kuršumlija a město Prokuplje.

## Archiválie
Mezi nejvýznamnější materály, které shraňuje historický archiv v Prokuplje, patří archiválie místní radnice, místní pobočky národního divadla a okružního soudu. Je zde také řada církevních knih, některé i z 19. století. Je zde umístěn také první záznam o sčítání lidu po osvobození kraje od Turků. Archivovány jsou rovněž i soupisy o jugoslávské komunistické straně z 20. let 20. století, kdy působila jako ilegální politická strana. Dále jsou zastupeny i některé písemnosti místních škol. Většina fondů je z období po roce 1944 a jen menší část je z první poloviny 20. století. Nejstarší archiválie je z roku 1889. 